# 古德龙·戈特施利希
古德龙·戈特施利希（德語：Gudrun Gottschlich，1970年5月23日—），德国女子足球运动员。她曾代表德国国家队参加中国举办的1991年国际足联女子世界杯，结果队伍获得第四名。